# 切開
切開（せっかい）とは、皮膚を切って開くこと。医学領域では外科系手術の手技の一つ。またヒトを含む生物の解剖の際にも行われる。

## 外科系手術における切開
切開は徒手手術において患部に到達するために行われる。また、鬱血、化膿などで溜まった血液や膿を排出するためにも行われる。口や喉に何かを詰まらせた場合、気道を確保するために咽頭部を切開し、挿管するといった緊急処置もある。
ただし、切開手術は体に与える負担が大きく、回復にも時間を要するため、現在では内視鏡、カテーテル、レントゲンモニターなどを用いて可能な限り切開をしないというのが原則となっている。